# Bergamote
Citrus bergamia
Pour les articles homonymes, voir Bergamote (homonymie).
Espèce
Classification phylogénétique
La bergamote est le fruit du bergamotier, arbre de la famille des Rutacées (à ne pas confondre avec la poire bergamote ou ses variétés, ni avec des limettes et limonettes parfois appelées bergamotes). Cet agrume est principalement cultivé dans la province de Reggio de Calabre (Italie) depuis le XVIIIe siècle et uniquement sur une étroite bande de la côte calabraise, le long de la mer Ionienne et la mer Tyrrhénienne où la bergamote alimente encore une petite industrie locale.

## Histoire
Toutes les espèces de Citrus sont originaires des régions tropicales et subtropicales du sud-est asiatique d'où elles ont essaimé en suivant les anciennes routes maritimes et terrestres.
Les origines des variétés cultivées de Citrus sont difficiles à tracer pour cette espèce cultivée par l'Homme depuis plus de 4 000 ans.
Les origines les plus fantaisistes ont été données aussi bien au nom même qu'à la provenance de la variété bergamote.
Le nom de bergamote appliqué au fruit est d'origine obscure. Plusieurs auteurs veulent le faire dériver du nom de villes du Bassin méditerranéen aux consonances proches : Bergamo en Lombardie,
Bergama ou Pergamo en Turquie, ou Berga, ville de la province de Barcelone. Aucune des origines proposées ne semble correspondre.
On a voulu également voir dans le mot bergamote, un dérivé du turc Beg ar mudi, qui signifie Princesse des poires. On connaît en effet diverses variétés de poires portant le nom de bergamote, telle la bergamote Crassane. Mais une origine turque est peu probable, l'apparition du bergamotier en Turquie étant récente et l'arbre ne s'y rencontrant qu'en collection.
Le bergamotier serait plutôt apparu sous forme de semis, sans doute comme hybride, dans la région de Naples, plus précisément en Calabre, entre le XIVe et le XVIe siècle. Jusque vers 1750, date à laquelle l'essence de bergamote commence à être appréciée avec le développement de l'eau de Cologne, la bergamote n'a été multipliée que sur une échelle très réduite. Elle devint ensuite la variété commerciale majeure du littoral calabrais.
En 1646 apparaît la première mention, la description écrite et l'illustration d'une variété de bergamote, aurantium stellatum et roseum, par Giovanni Battista Ferrari dans son traité Hesperides, sive de Malorum aureorum cultura et usu.
En 1686, le Sicilien Procope introduit en France l'huile essentielle de bergamote. Le nouveau parfum est très apprécié à la Cour du roi Louis XIV.
En 1695, Jean-Antoine Farina, apothicaire à Cologne, acquiert auprès d'un confrère, Giovanni Paolo Feminis, la formule d'une aqua mirabilis, un mélange, dans de l'eau-de-vie, d'un hydrolat de plantes avec une base d’huile de bergamote, recette que celui-ci s'était procuré auprès de religieuses italiennes.
En 1708, après avoir séjourné à Venise afin de maîtriser les savoir-faire de la parfumerie, son neveu Jean Marie Farina perfectionne cette Eau Admirable en retravaillant la gamme des senteurs et en distillant plusieurs fois l’eau de vie pour la débarrasser de son odeur,.
À la faveur de la guerre de Succession de Pologne, les officiers de l’armée française populariseront ce parfum sous le nom d'Eau de Cologne, une appellation que Farina adoptera par la suite.
En 1706, le botaniste allemand Johann Christoph Volkamer fait venir une bergamotto de Rome pour l'examiner. Il constate que sa forme ressemble à celle de la poire bergamote dont il suppose qu'elle a tiré son nom.
Dans son traité de botanique largement illustré, le Nürnbergische Hesperides paru en 1708, Volkamer décrit le bergamotier à feuille dentelée (Bergamotto con foglia rizza) du Lac de Garde et le bergamotier à feuille lisse (Bergamotto con foglia liscia). Il mentionne l'arôme exquis de la peau de la bergamote dont les Italiens font, dit-il, un parfum de prix.
En 1811, Giorgio Gallesio reconnaît dans les caractéristiques de la bergamote « une hybride du limonier et de l'oranger ». Dans les années 2000, des analyses ADN ont montré que la bergamote est bien un hybride du cédrat (Citrus medica) et de l'orange amère (Citrus aurantium), dans lequel l'orange amère est le parent maternel et le cédrat le paternel.
En 1816, dans le Traité des arbres et arbustes que l'on cultive en France, Loiseleur Deslongchamps décrit Citrus Limetta Bergamia, le Citronier Limettier-Bergamotte. Il reprend en français la description botanique de Volkamer.
Soulignant que le bergamotier est dans la famille des citronniers le fruit qui a le parfum le plus délicieux, il regrette qu'en France ce ne soit plus guère qu’à Grasse que cette variété est cultivée et que c’est dans cette ville surtout qu’on s’est adonné au commerce de ces jolies bonbonnières, connues sous le nom de Bergamottes. On fait avec les fruits du bergamotier des confitures exquises et très-estimées.
Jean-Louis-Auguste Loiseleur-Deslongchamps décrit également deux autres variétés de bergamotes : Citrus Limetta Bergamia Stellata, le Citronier Limettier Bergamotte-étoilé et Citrus Bergamia-Peretta, le Citronier Bergamotte-Perette ou Limettier Bergamotte-poire au parfum proche de la rose.
En 1818, dans leur Histoire naturelle des orangers, Antoine Risso et Pierre-Antoine Poiteau vont donner son nom botanique à la bergamote : Citrus Bergamia.
En 1834, Louis Noisette décrit cinq espèces de bergamotiers : bergamotier ordinaire (Citrus bergamia vulgaris), bergamotier à fruits toruleux (Citrus bergamia torulosa), bergamotier à petits fruits (Citrus bergamia parva), bergamotier mellarose (Citrus bergamia mellarosa), bergamotier mellarose à fleurs doubles (Citrus bergamia mellarosa plenia).

## Description

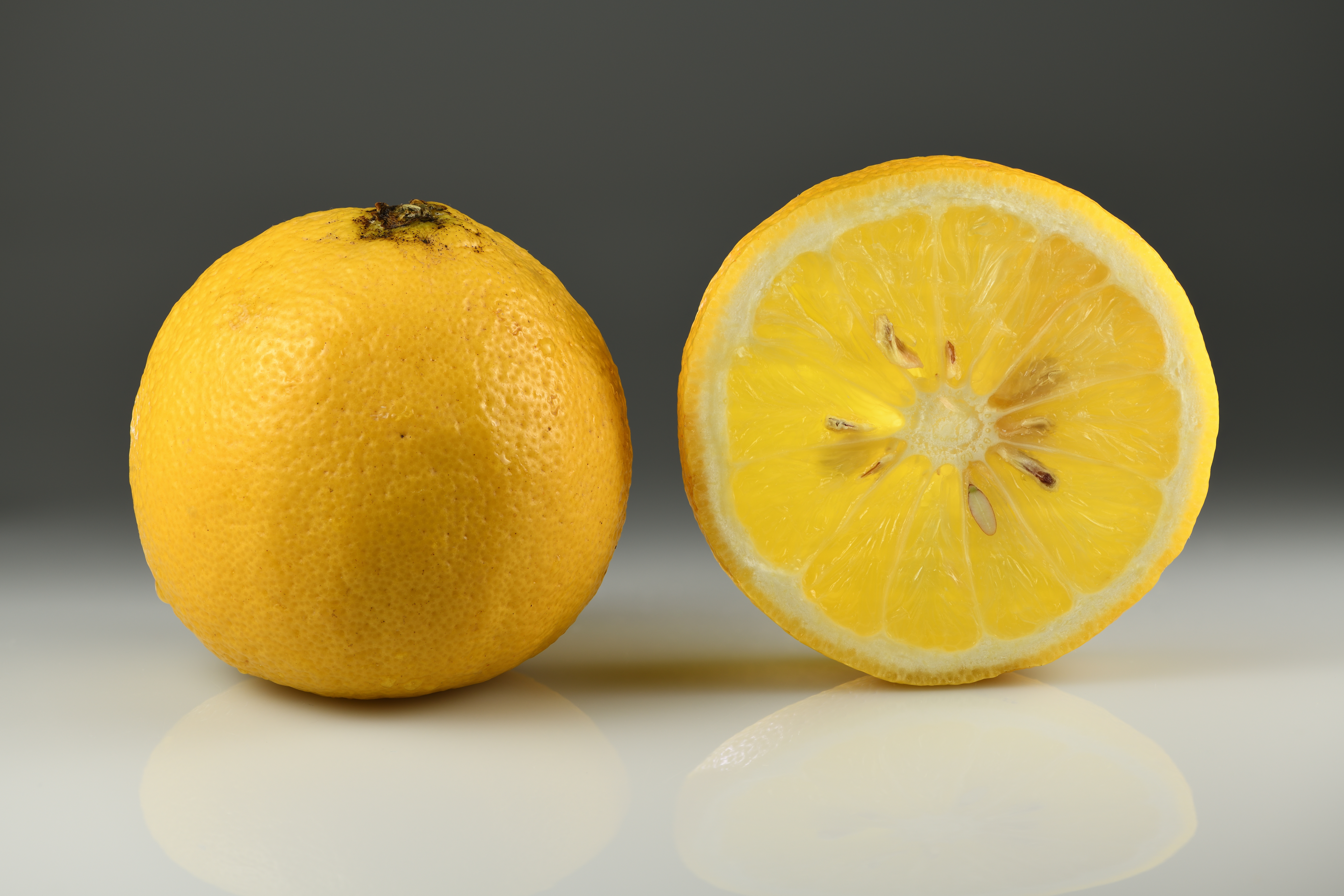
Bergamote.

Ce fruit pèse entre 80 et 200 grammes et ressemble à une orange à la chair verdâtre et à la peau lisse et épaisse, de couleur jaune à maturité. Sa chair est légèrement acide et amère. Le zeste du fruit diffuse un parfum puissant et caractéristique qui est unique parmi les agrumes, à la seule exception, nettement plus discrète, de la lime de Palestine.
En raison du parfum de leur huile essentielle, on appelle parfois « bergamotes » ou « citrons bergamotes » des variétés de Citrus limetta (limes douces, limettes ou limonettes), appelées notamment limonette de Marrakech et limette de Tunis.

## Utilisations

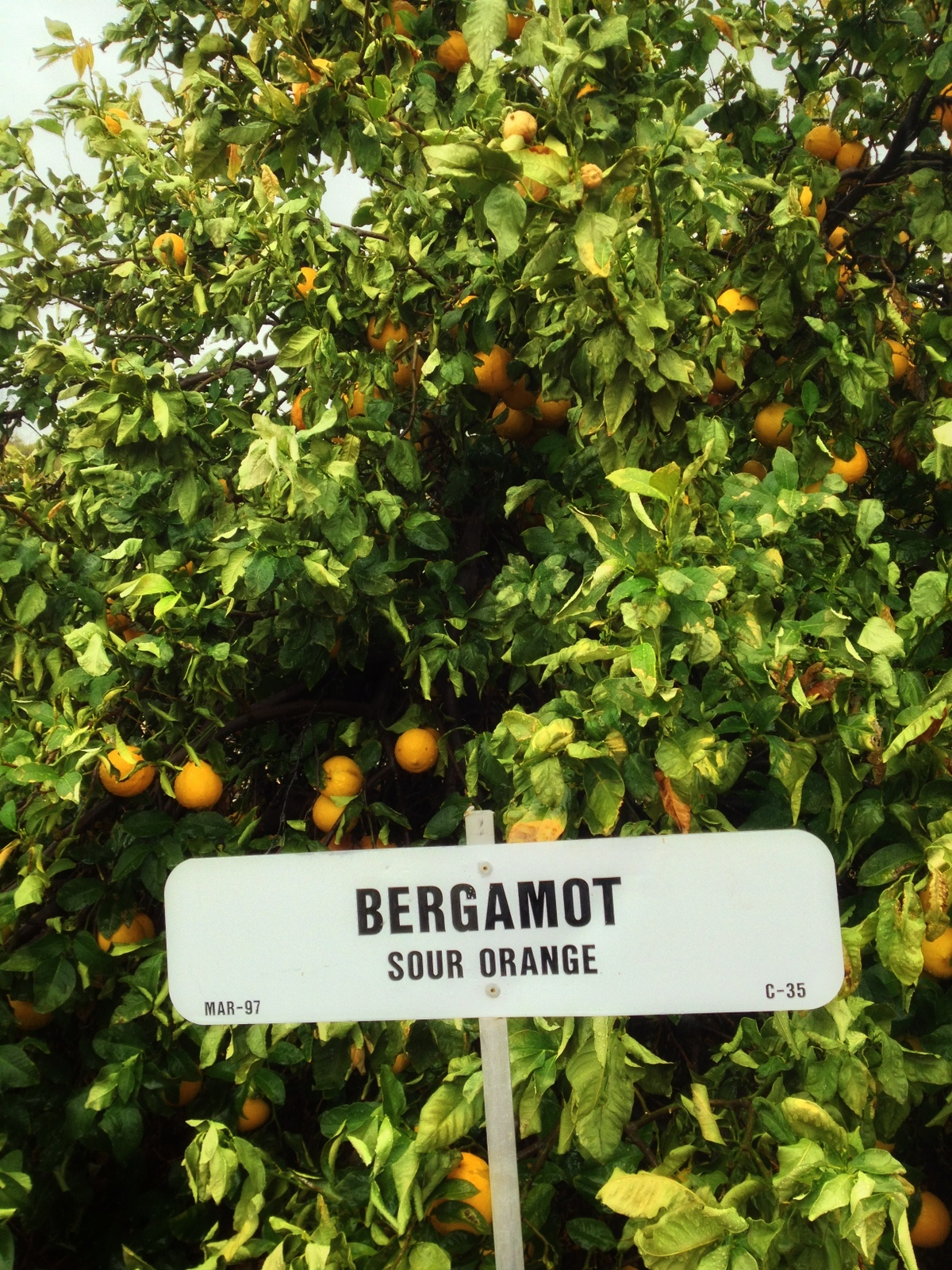
Arbre bergamotier dans le comté de Maricopa en Arizona.

Le fruit est récolté principalement pour l'huile contenue dans son écorce, au parfum « suave et piquant » (d'après Gallesio). Cette huile est utilisée pour moitié dans le domaine alimentaire et pour moitié en parfumerie/cosmétique[réf. nécessaire].
L'essence de bergamote est utilisée dans :
- l'eau de Cologne ;
- le thé (Earl Grey et Lady Grey) ;
- les bergamotes de Nancy (bonbons) ;
- l'Italicus, une liqueur d'agrumes, sous sa forme essentielle ;
- les madeleines de Commercy ;
- le tajine, sous forme confite ;
- certaines crèmes solaires anciennes (voir ci-dessous « Propriétés thérapeutiques ») ;
- la recherche génétique, comme agent mutagène[23] ;
- certains parfums de tabacs à priser (appelés "S.P.").

Marginalement, mais de plus en plus, on note son utilisation directe en cuisine, jus et/ou zeste, le plus généralement avec crustacés et fruits de mer. La bergamote apporte un parfum fruité et bien identifiable qui s’associe bien au goût iodé. Certains chefs se sont fait des spécialités du travail de la bergamote, dont Dieter Koschina (de) avec son homard à la bergamote, Vincent Farges avec ses huîtres à la bergamote.

## Production
Le bergamotier est principalement cultivé en Italie dans la région de la Calabre (95 % de la production mondiale), où la qualité de l'huile essentielle est traditionnellement reconnue comme « la meilleure », au Maroc et au Portugal et marginalement en Guinée et Côte d'Ivoire.
Dans les pays de climat méditerranéen chaud, la récolte du fruit a lieu en janvier quand l'épicarpe jaunit sous l'influence du froid.
Il n'existe que quatre cultivars identifiés : Fantastico, Castagnaro, Calabrese & Femminello.

## Propriétés thérapeutiques
L'huile essentielle de bergamote contient du 5-méthoxypsoralène (ou 5-MOP, ou bergaptène), une furocoumarine qui provoque une photosensibilisation de la peau ainsi que des mutations cellulaires pouvant induire des cancers.
Les flavonoïdes les plus représentés comprennent la néoériocitrine, la naringine et la néohespéridine, et toutes les HMG (3-hydroxy-3-methyl-glutaryl) sont présentes avec la brutéridine et la mélitidine.
Ses propriétés photosensibilisantes ont été utilisées par le passé dans certaines crèmes solaires pour accélérer le bronzage, mais depuis que le bergaptène a été reconnu comme dangereux, il est retiré de l'huile essentielle par un traitement chimique avant sa commercialisation (débergapténisation). Le bergaptène ainsi produit est utilisé comme agent mutagène des cultures de cellules en recherche génétique et biomoléculaire, dont pour la recherche sur le cancer,.
L'huile essentielle de bergamote est obtenue par expression du zeste frais. L'huile essentielle de bergamote extraite de fruits peu mûrs a de nombreuses propriétés utilisées en aromathérapie. Elle contient du limonène, de l'acétate de linalyle (un des composés de l'essence de menthe) et différentes furocoumarines dont le bergaptène. Elle est réputée :
- antiseptique[30] ;
- antispasmodique[30] ;
- stimulante pour l'estomac[30] ;
- relaxante et sédative[31].

Elle est principalement conseillée dans des cas de colique intestinale, de parasites intestinaux, réduction de graisse hépatique, de digestion difficile ou d'inappétence. Cependant, l'huile essentielle de bergamote est photosensibilisante.
Cent kilogrammes de zeste frais sont nécessaires pour produire un demi-kilo d'huile essentielle de bergamote.

## Recherche scientifique
Les données scientifiques accumulées, liées à la richesse des bergamotes en polyphénols, flavonoïdes entre autres, montrent des effets in vitro et chez l'animal : hypolipémiants, hypoglycémiants et antitumoraux,, notamment.